# Luitpold Steidle
Luitpold Steidle, né le 12 mars 1898 à Ulm et mort le 27 juillet 1984 à Weimar (Thuringe) est un officier et homme politique est-allemand. Il est ministre de la Santé de 1949 à 1958.
Il est également député à la Volkskammer entre 1950 et 1971.

## Publications
- Das Nationalkomitee Freies Deutschland, Burgscheidungen 1960
- Das Große Bündnis, Burgscheidungen 1963
- Entscheidung an der Wolga, Berlin 1969
- Dokumente Familienarchiv, Bayreuth, 2010

## Sources
- (de) Cet article est partiellement ou en totalité issu de l’article de Wikipédia en allemand intitulé « Luitpold Steidle » (voir la liste des auteurs).